# Marco Zanuso

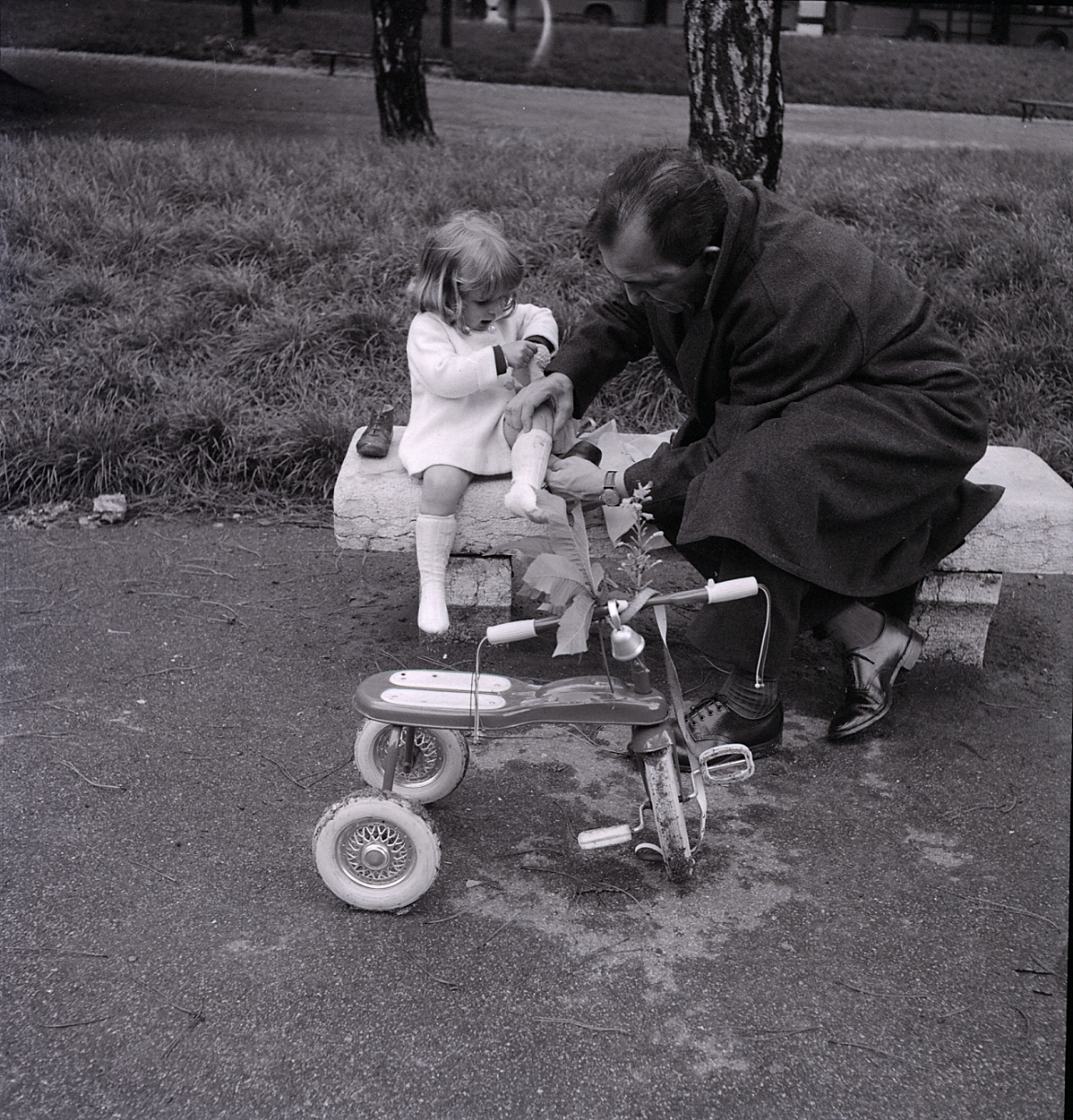
Marco Zanuso fotografiert von Paolo Monti, 1960

Marco Zanuso (* 14. Mai 1916 in Mailand; † 11. Juli 2001 ebenda) war ein italienischer Industriedesigner und Architekt der Moderne.

## Leben und Werk
Zanuso gilt als einer der Väter des italienischen Industriedesigns. In Zusammenarbeit mit der Architektengruppe BBPR war er maßgeblich an der Debatte um das moderne Bauen und Design der Nachkriegszeit beteiligt. Zanuso war einer der ersten, die sich mit der Frage der industriellen Herstellung von Gebrauchsgegenständen unter der Verwendung neuer Materialien und Technologien beschäftigte.
Nachdem er 1939 sein Studium abgeschlossen hatte, war er Redakteur bei Domus (1947–1949) und bei Casabella (1952–1954) sowie Gründungsmitglied (1956) und Präsident  der ADI (1966–1969; Associazione per il Disegno Industriale, die italienische „Gesellschaft für Industriedesign“).
1948 gründete Pirelli die Firma Arflex, die moderne Möbel aus innovativen Materialien wie Schaumgummi herstellt, und beauftragte Zanuso mit der Entwicklung eines spezifischen Designs. Die Stuhlmodelle "Antropus" und "Lady" (beide 1949) zählen zu seinen ersten Werken. Letzterer gewinnt 1951 den ersten Preis auf der Mailänder Triennale. Die Stühle werden bis heute produziert.
Neben anderen namhaften italienischen Designern und Architekten war Zanuso mehrfach (1954, 1955, 1956, 1998) Mitglied der Jury des „Compasso d’Oro“, des von Zanuso mitgestalteten Preises für Industriedesign der ADI.
Mit dem deutschen Designer Richard Sapper arbeitete er u. a. für den Elektronikhersteller Brionvega und für Siemens.
Von 1961 bis 1991 lehrte Zanuso am Mailänder Politecnico. Viele seiner Werke sind in Museen wie dem New Yorker Museum of Modern Art oder dem Vitra Design Museum in Weil am Rhein ausgestellt.

Foto von Paolo Monti
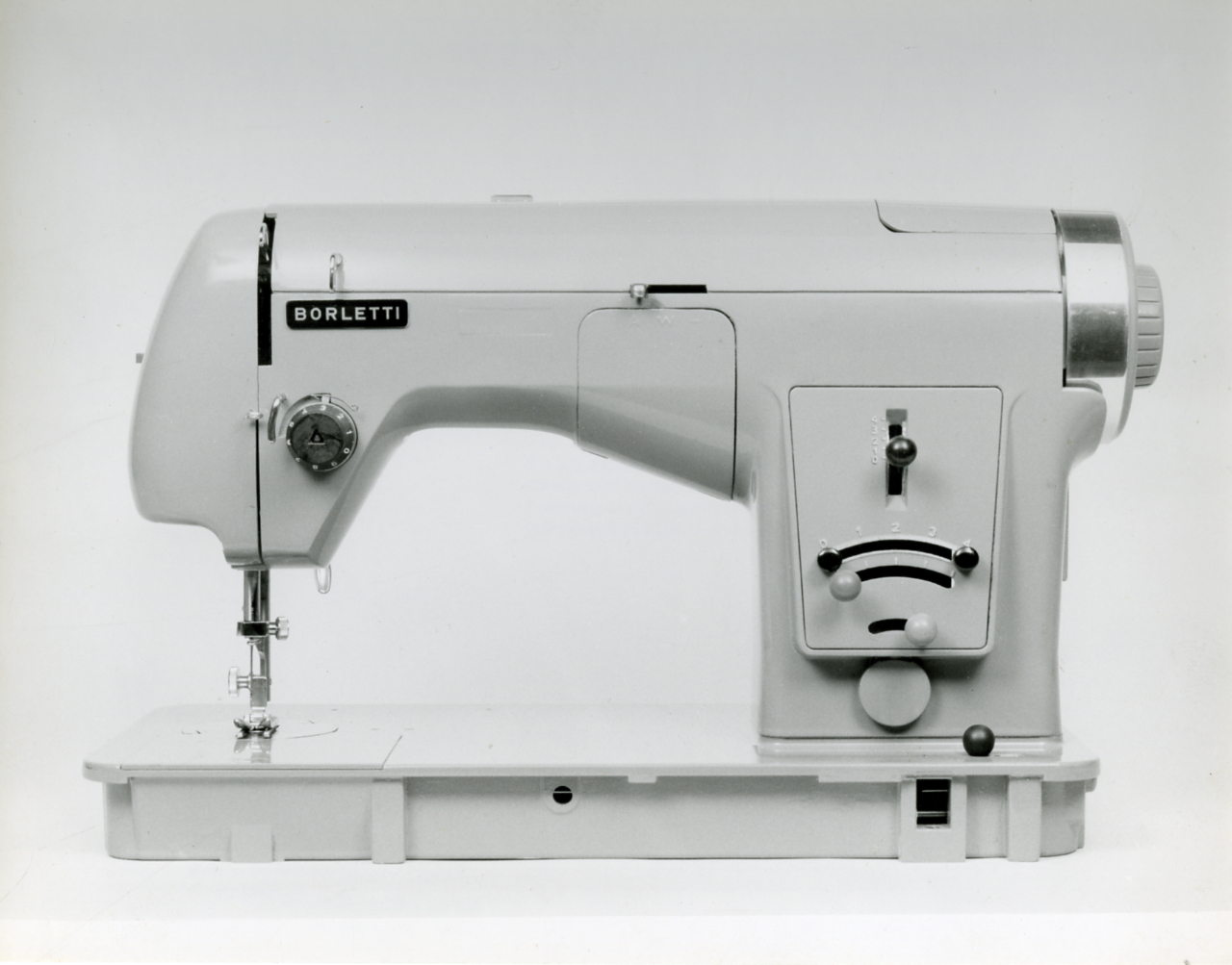
Nähmaschine mod. 1102 (F.lli Borletti).
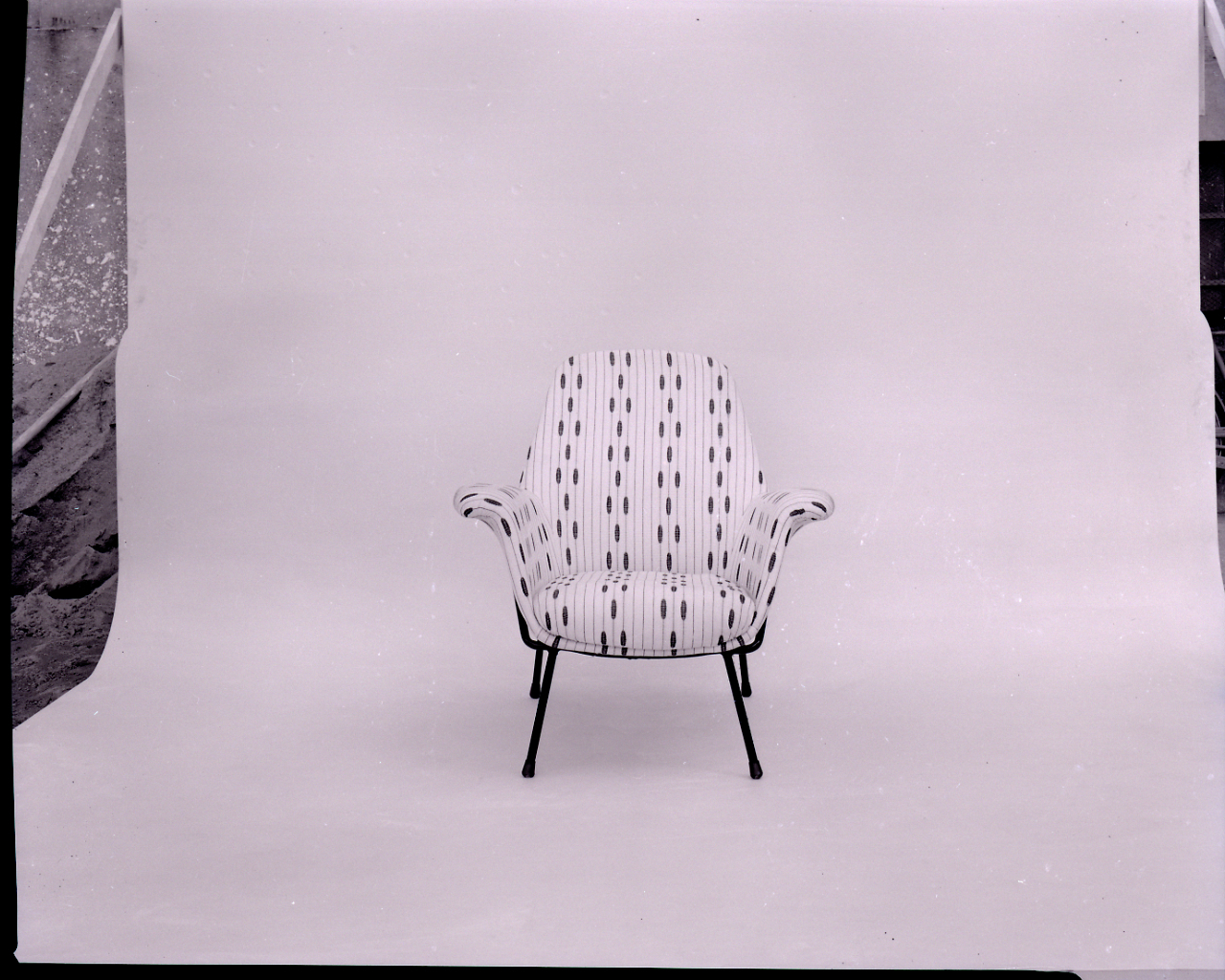
Sessel Martingala (Arflex).
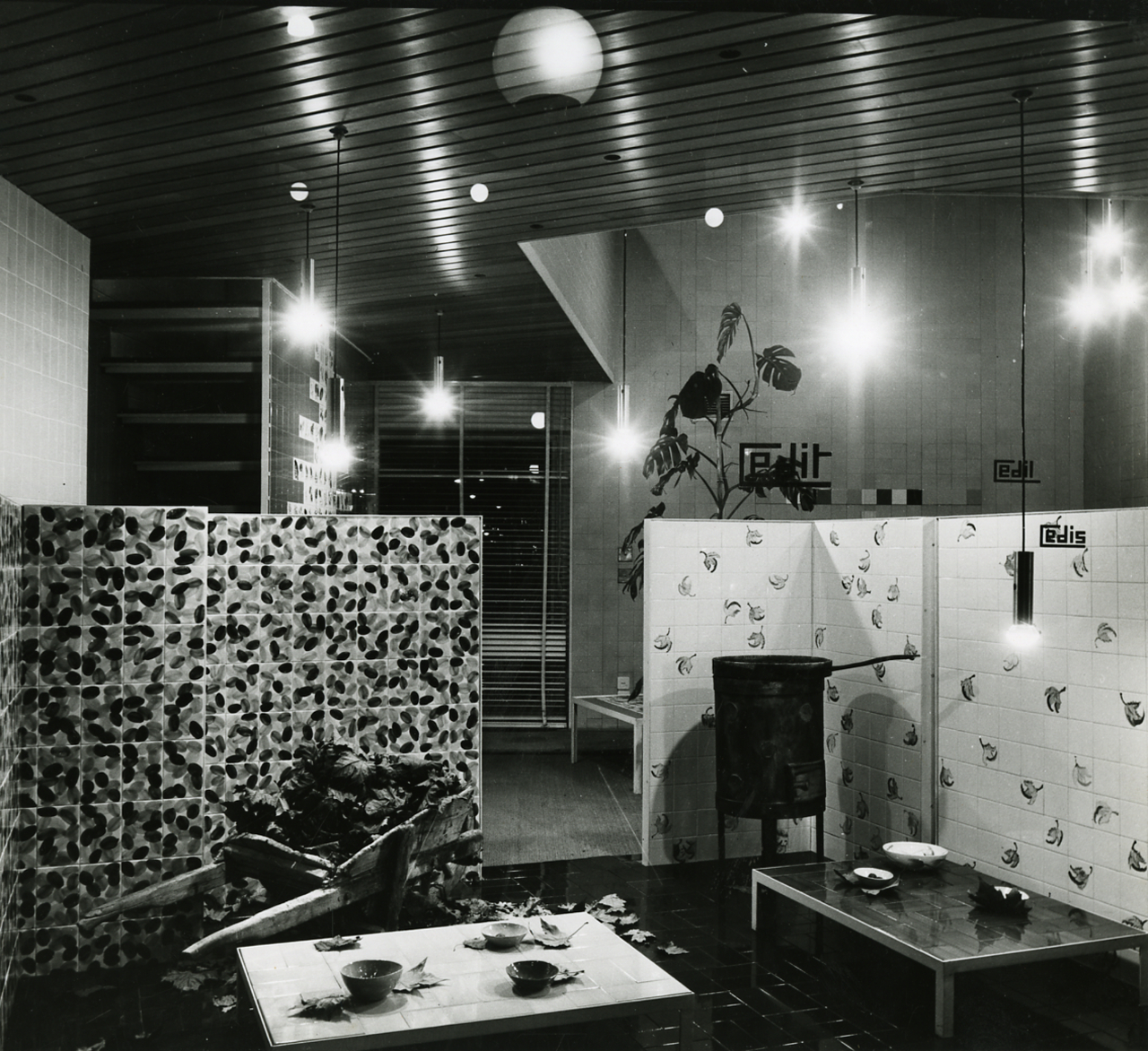
Cedit, Milan, 1957
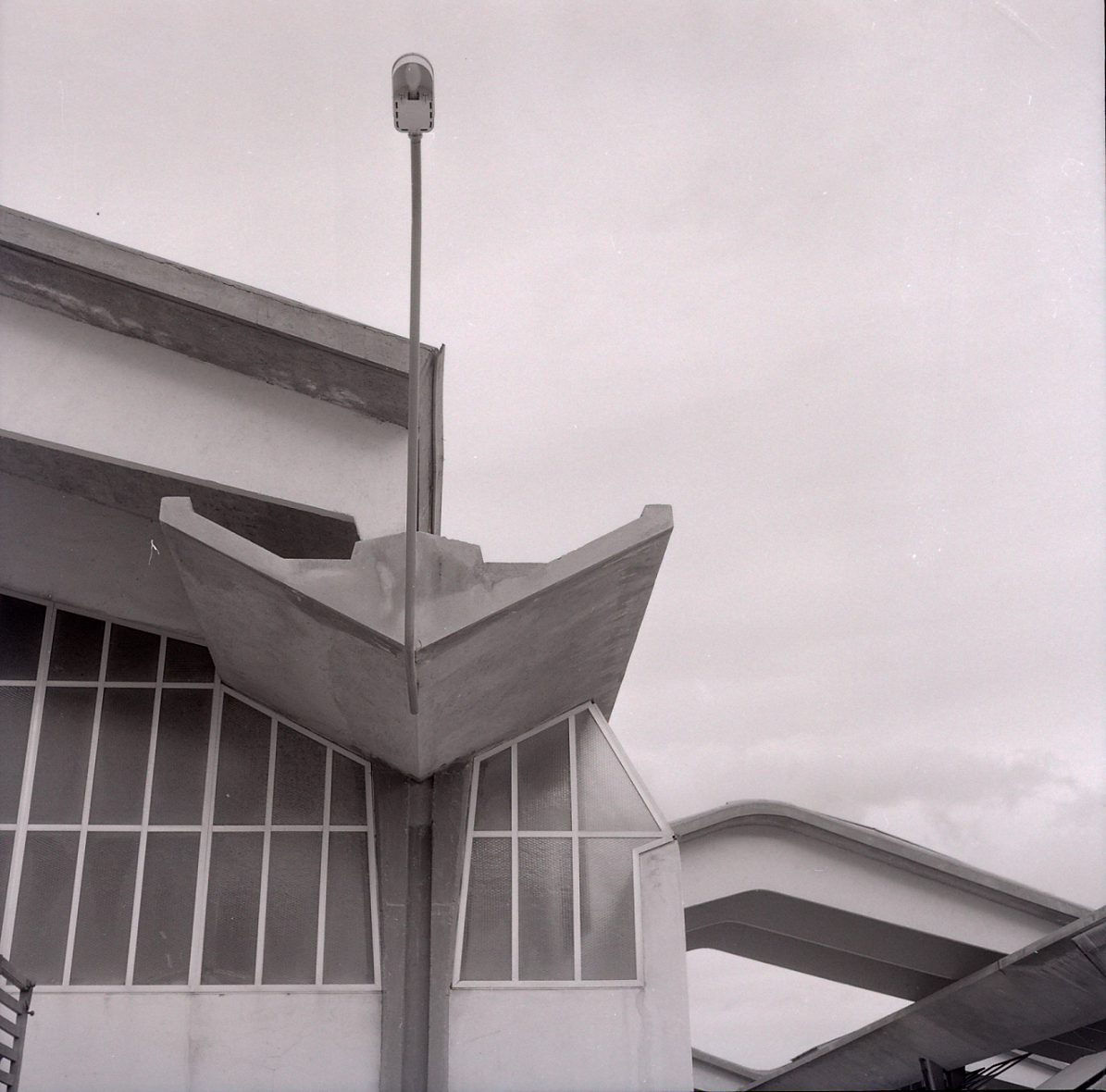
CEDIS, Palermo
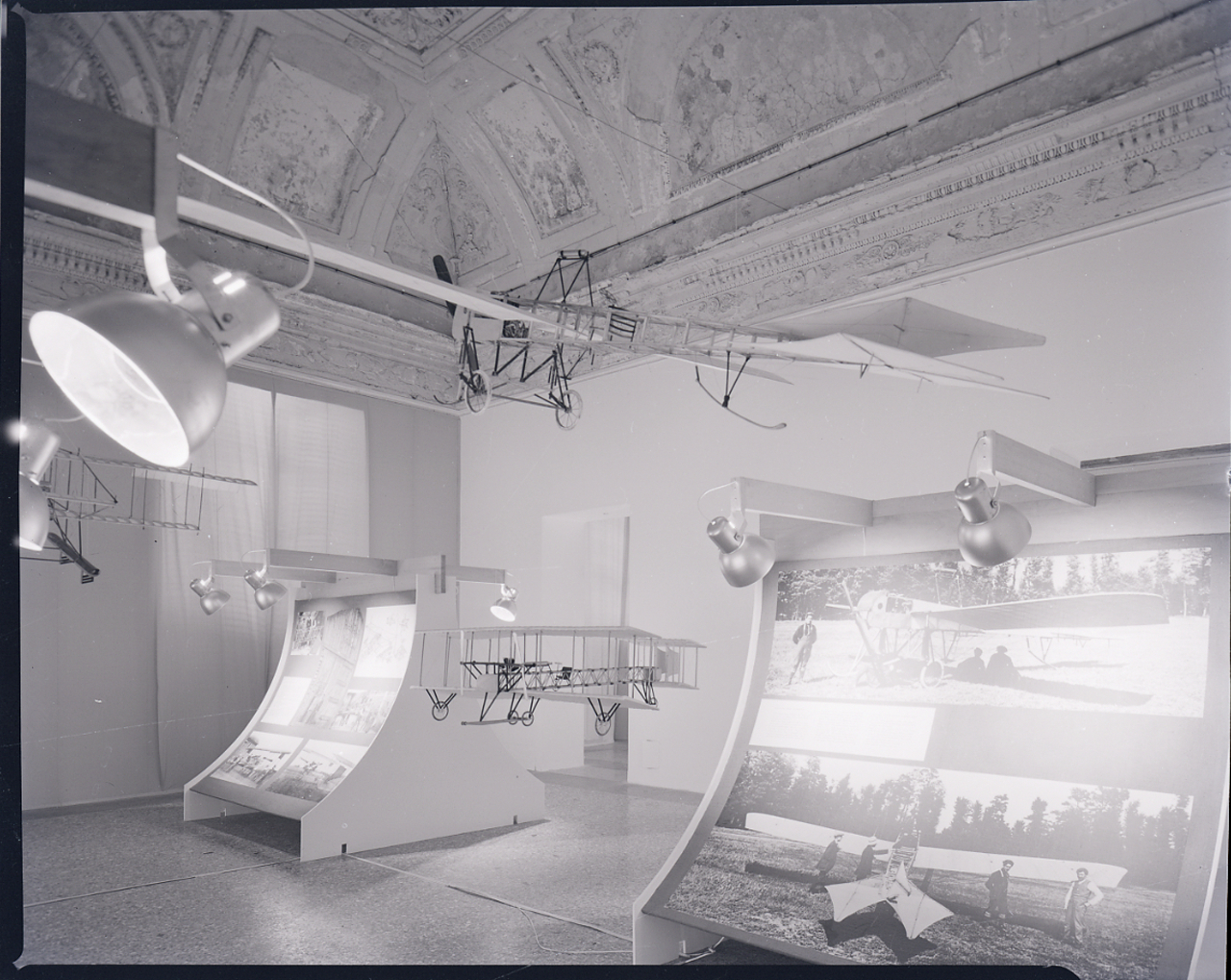
Ausstellung über Luftfahrtpioniere, Königlicher Palast (Mailand), 1960

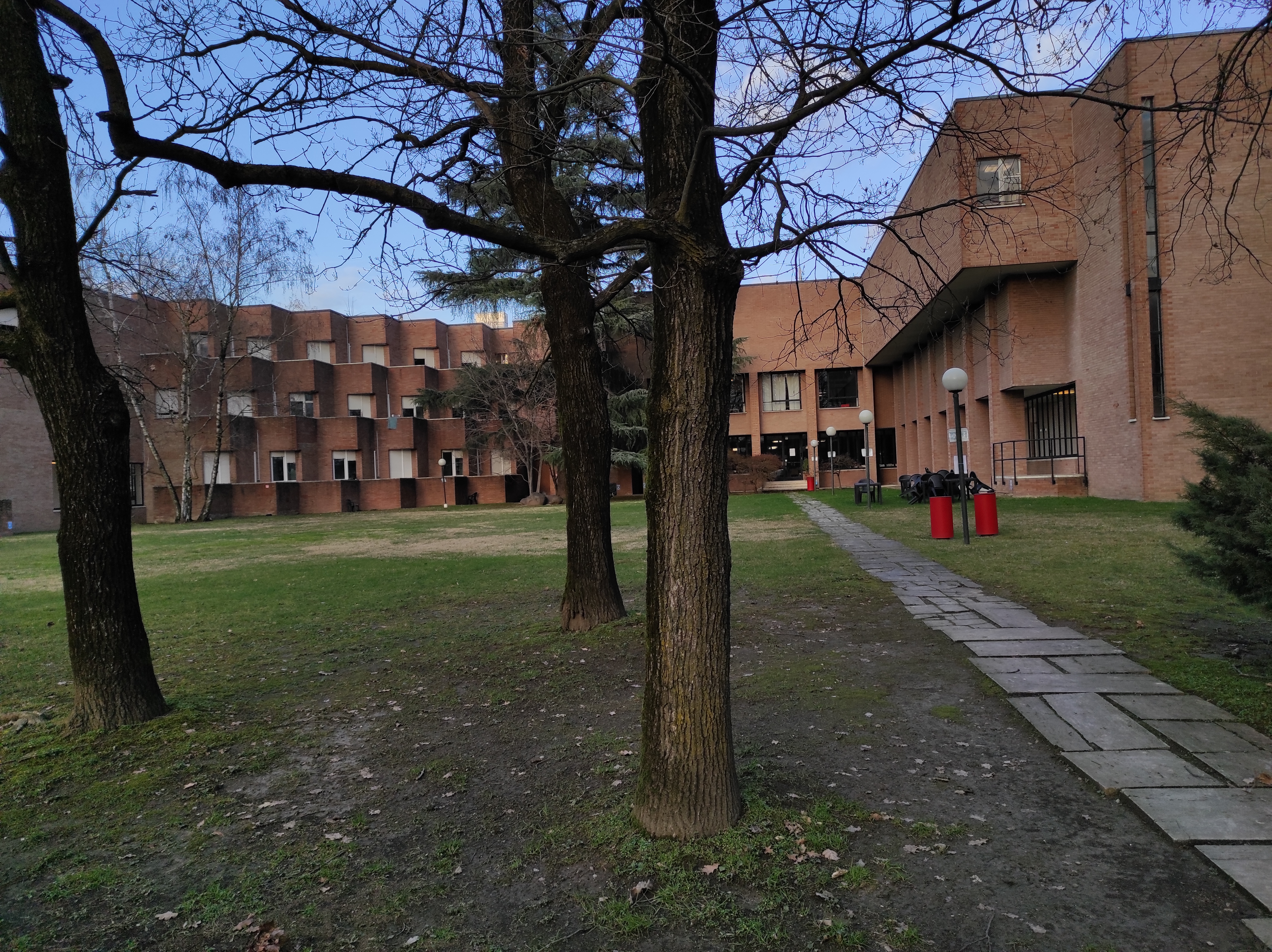

Centro per l'assistenza finanziaria ai paesi africani (FinAfrica) 1971–1974